# The Lassie Foundation
The Lassie Foundation is een Amerikaanse indieband uit Zuid-Californië.

## Bezetting
- Wayne Everett[2] (drums, gitaar)
- Eric Campuzano[3] (basgitaar)
- Happy Tsugawa[4] (keyboards)
- Jeff Schroeder[5] (gitaar)
- Joel Patterson
- Jason 71[6]

## Geschiedenis
The Lassie Foundation bracht hun eerste ep California uit, die de sound van de band bepaalde, die een mengeling was van de vlotte jaren 1960 en de vroege jaren 1970 West Coast-popmuziek en de sonische potentie van de Britse shoegaze-muziek. Het opvolgende album was Pacifico, dat de Britse aandacht kreeg door te worden getoond in de 'What's on the NME Stereo'-sectie van het New Musical Express-tijdschrift. In 1998 bracht de band de ep El Rey uit (ook getoond in NME), wiens titelnummer werd voorgesteld op tv bij Buffy the Vampire Slayer, Popular, MTV's The Real World en MTV Road Rules. Singles in de Verenigde Staten en Australië volgden en de band ging verder met hun optredens in de Zuid-Californische clubs met bands als Phantom Planet, At the Drive-In, Mates of State, Creeper Lagoon en Imperial Teen.
In 2001 kwam een wending in de muzikale richting met hun gedeelde soundtrack voor de onafhankelijke film I Duel Sioux and the Ale of Saturn, spoedig gevolgd door hun tweede album The El Dorado. Beide albums gaven hun traditionele shoegaze-elementen prijs voor een nieuwere popsound. Dit betekende ook het einde van de band.
Tijdens hun tweejarige afwezigheid kreeg The Lassie Foundation meerdere verzoeken voor hun catalogus, voor mediaplaatsing, interviews, Europese publicaties en tournees door Europa en motiveerden ze de oprichters en songwriters Wayne Everett (zang), Campuzano (basgitaar) en Jeff Schroeder (gitaar) om een nieuw album te schrijven. Live en in de studio bijgestaan door Happy Tsugawa-Banta (vibrafoon, keyboards) en Joel Patterson (drums), regisseerde de band zichzelf op Face Your Fun, met vermelding van invloeden als Echo & the Bunnymen, The Jam, New Order, U2, A Flock of Seagulls, Guided by Voices en The Jesus and Mary Chain.
Na het spelen bij meerdere shows gedurende 2004 en 2005, als openingsacts voor bands als The Walkmen en The New Pornographers, stemde de band in om het bijltje erbij neer te leggen in 2006, maar namen een album op dat verwacht werd in 2008.
Vanaf mei 2007 is Jeff Schroeder gitarist bij The Smashing Pumpkins, hoewel hij deel had aan het nieuwe album van The Lassie Foundation. Everett en Campuzano waren beide oprichters van The Prayer Chain en Starflyer 59.

## Discografie

### Singles
- 2000: Promise Ring / Before it Blows gedeeld met Sounds like Sunset (Quietly Suburban Recordings)
- 1996: Corona Del Mar (Velvet Blue Music)

### Albums
- 1999: Pacifico (Shogun, Grand Theft Autumn)
- 2001: The El Dorado LP (Shogun, Anisette)
- 2004: Face Your Fun (Northern Records)
- 2006: Through and Through (Northern Records)

### Ep's
- 1996: California (Velvet Blue Music/Brainstorm)
- 1997: Dive Bomber (Velvet Blue Music)
- 1999: El Rey (Shogun Sounds/Anisette Records)
- 2000: Leaves California (Shogun Sounds)
- 2001: I Duel Sioux and the Ale of Saturn (Grand Theft Autumn)
- 2008: Jetstreams, Three Wheels EP (Northern Records)